# Eugenia Davitașvili
Eugenia „Juna” Iuvașevna Davitașvili  (sau Djuna) (în rusă Евгения Ювашевна Давиташвили - Джуна, în georgiană: ევგენია ჯუნა დავითაშვილი; n. 22 iulie 1949, Urmia, ținutul Krasnodar – d. 8 iunie 2015, Moscova) a fost o vindecătoare din Rusia, astrolog și președinte al Academiei Internaționale de Științe Alternative. Este de origine asiriană.
Potrivit propriei declarații, are un număr de premii, certificate și brevete de reexaminare prezentate pe site-ul ei oficial. Pretindea că poate trata cancerul, vindeca diferite organe și prelungi viața dincolo de „limita” de 100 ani.
Născută în 1949 în regiunea Kuban în satul Urmia Krasnodar. După ce a studiat doi ani la Colegiul de Film și Televiziune din Rostov, a renunțat și a plecat la Moscova. Potrivit altei versiuni a absolvit Colegiul Medical din Rostov și a primit o slujbă la Tbilisi, unde l-a cunoscut pe viitorul ei soț, Victor Davitașvili.
S-a ocupat mulți ani de sănătatea fostului lider sovietic Leonid Ilici Brejnev.
Din 1980 trăiește și lucrează în Moscova
iar după 1990 a devenit o veritabilă vedetă media.
S-a stins din viață pe 8 iunie 2015, la vârsta de 66 de ani, în Moscova, după două zile petrecute în comă (conform spuselor actorului Stanislav Sadalski. Acesta a mai declarat că ea avea probleme cu circulația sângelui). A fost înmormântată pe 13 iunie în Cimitirul Vagankov din Moscova, alături de mormântul fiului său.

## Publicații
- Джуна (1988). Слушаю свои руки. Moscova: Физкультура и спорт.
- Джуна (1989). Поэзия и живопись Книга-миниатюра. Приложение к журналу «Полиграфия» № 3.
- Джуна (1989). Бесконтактный массаж. Профилактическая методика. Moscova: Физкультура и спорт.
- Песни Джуны. Сборник. Советский композитор. Parametru necunoscut |год= ignorat (ajutor)
- Давиташвили Е. Ю. (1990). Я — Джуна. Rostov-pe-Don: Редакция журнала «Дон» (Мапрекон). p. 208. ISBN 5-7509-0208-0.